# Pałac w Żyrowej
Pałac w Żyrowej – zabytkowy pałac we wsi Żyrowa w województwie opolskim.
Barokowy  obiekt wybudowany w latach 1631–44 jest jedną z największych budowli wczesnobarokowych na terenie Opolszczyzny.

## Historia

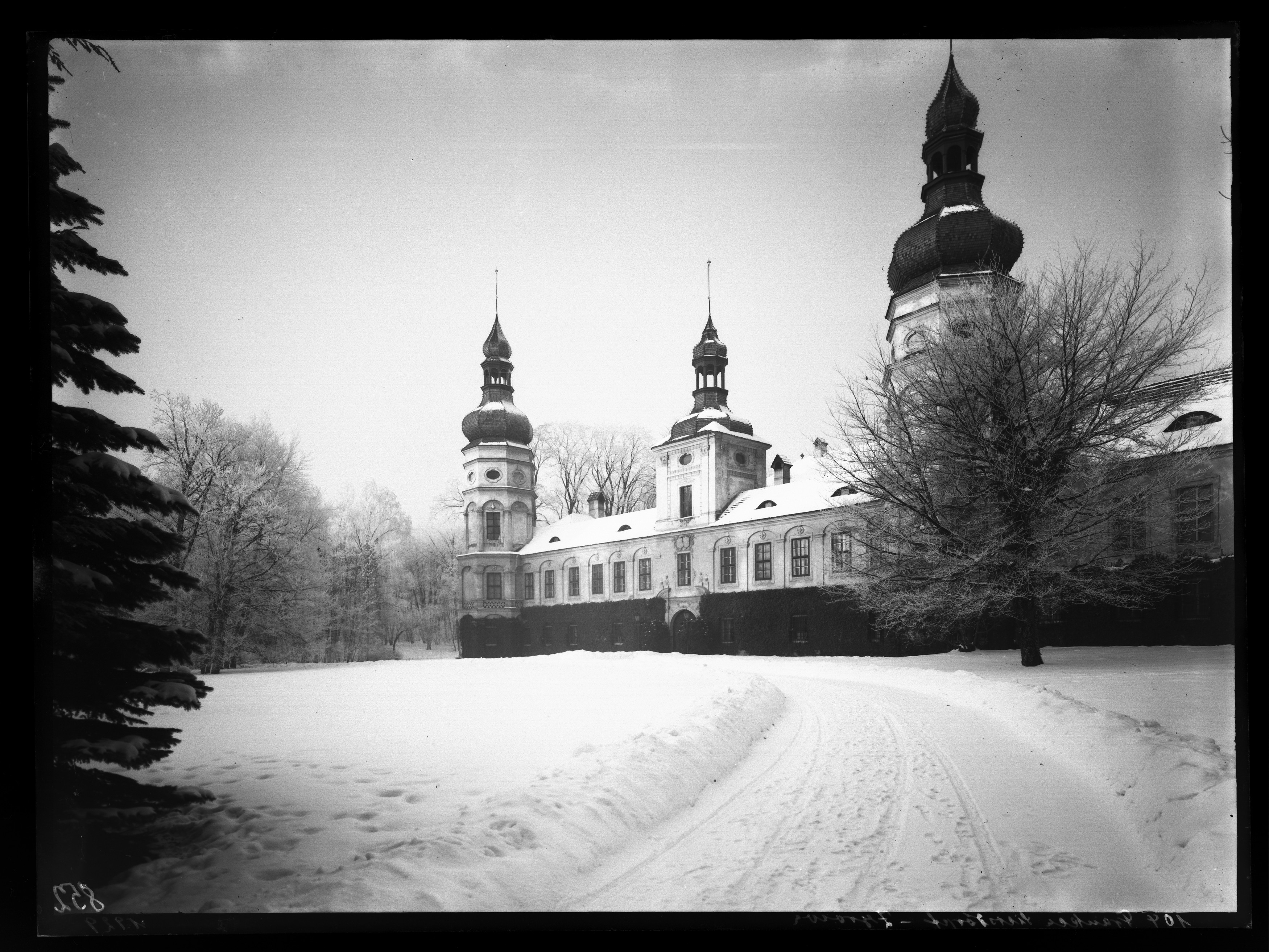
Pałac w Żyrowej, widok od frontu - 1929 r.

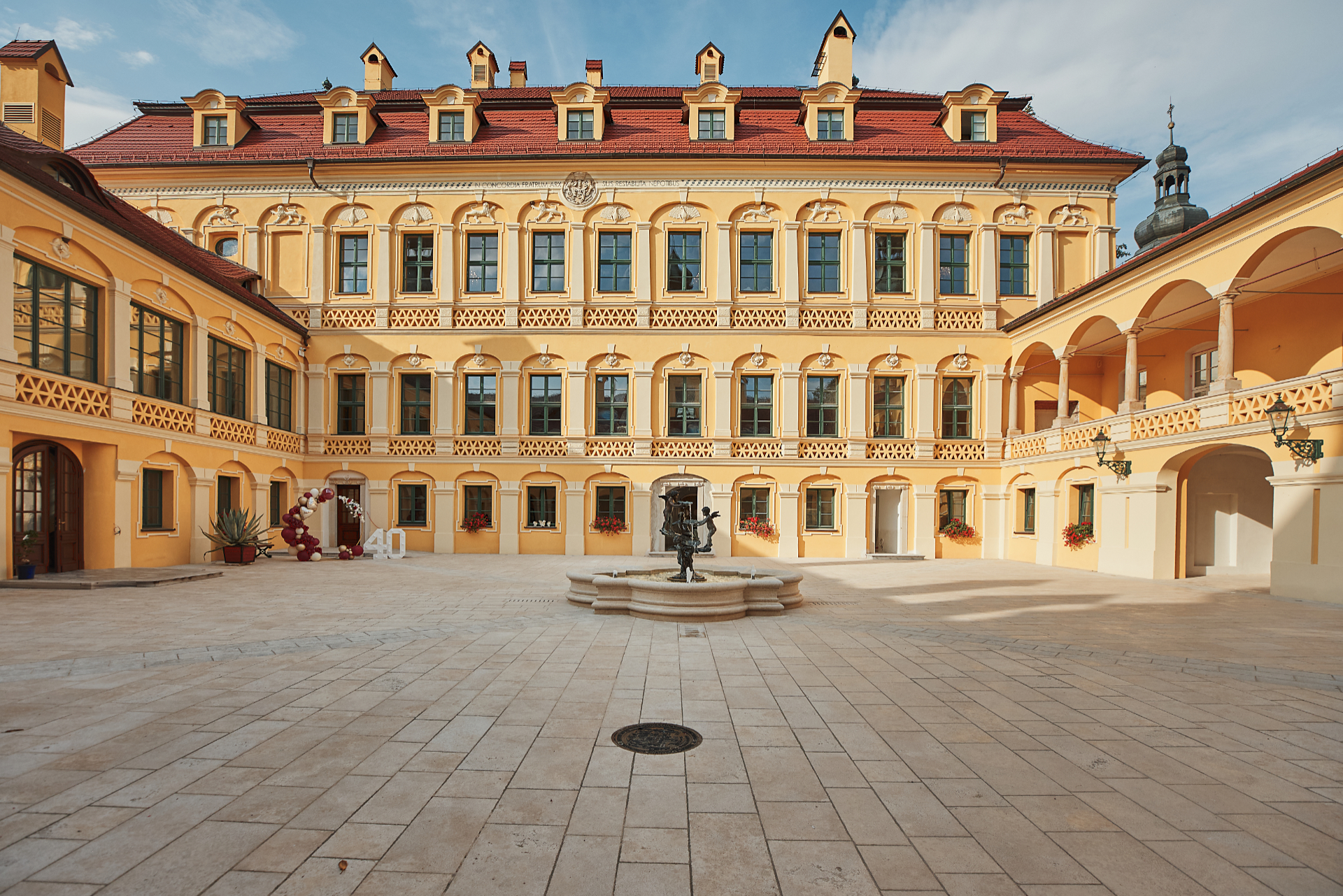
Pałac główny od strony dziedzińca - stan obecny

Od średniowiecza znajdowała się tutaj siedziba rodowa Żyrowskich, którzy w 1447 otrzymali Żyrową z nadania cesarza Fryderyka III za zasługi na wojnie z Turkami i była w ich posiadaniu do 1629. Żyrowscy w XV wieku zbudowali gotycką wieżę na planie prostokąta, której pozostałości znajdują się w północno-wschodniej części głównego pałacu. W 1629 roku majątek Jerzego Żyrowskiego został skonfiskowany przez cesarza Ferdynanda II Habsburga, co było karą za udział w bitwie na Białej Górze, w której Żyrowski walczył przeciwko Habsburgom. W latach 1631–44, nowy właściciel zamku, Melchior Ferdynand de Gaschin dokonał znacznej rozbudowy obiektu w stylu manierystycznym, być może z wykorzystaniem murów wcześniejszej fazy gotyckiej. Po jego śmierci majątek objął jego bratanek Georg Adam von Gaschin (1643–1719), który ożenił się z Marią von Saurau.
Następcą majoratu cerekwicko-żyrowskiego po śmierci w Wiedniu hrabiego Karla Ludwiga Antona von Gaschina w 1754 r. został jego 28-letni syn, hrabia Anton von Gaschin (Antoni Gaszyna) zwany „Mocnym”, urodzony 9 stycznia 1726 r. W latach 1756-1764 podjął się on dzieła renowacji i rozbudowy o 4 nowe kaplice Kalwarii na Górze Świętej Anny. Zmarł bezdzietnie 18 stycznia 1796 r. w zamku w Polskiej Cerekwi. Pochowany jest w kościele kalwaryjskim pw. Św. Krzyża na Górze Świętej Anny, w którym znajduje się jego portret, z namalowanym u podnóża pałacem w Żyrowej.

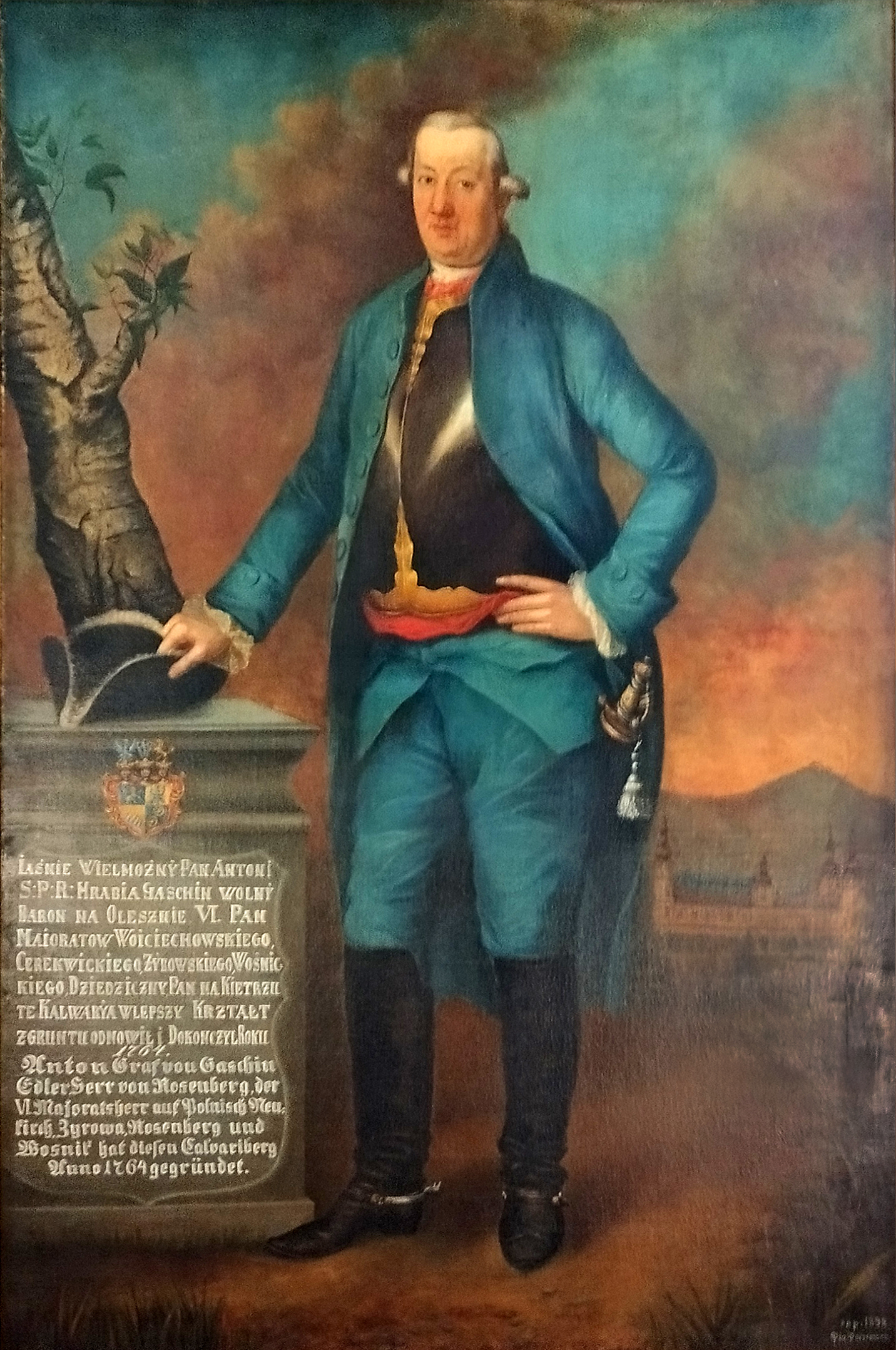
Iaśnie Wielmożny Pan Antoni S:P:R: Hrabia Gaschin wolny Baron na Olesznie VI. Pan Maioratow Woiciechowskiego, Cerekwickiego, Żyrowskiego, Wośnickiego, Dziedziczny Pan na Kietrzu

W 1781 przeprowadzono renowację pałacu połączoną z przebudową. Zmieniono wówczas dach czterospadowy na mansardowy, zatynkowano sgraffita i od strony dziedzińca dobudowano krużganek do skrzydła południowego (bramnego). Herb rodu umieszczono na wschodniej elewacji skrzydła głównego. Pałac w rękach rodu von Gaschin pozostał do 1852.  
W następnych latach rezydencja zmieniała dość często właścicieli. W 1852 pałac kupił poseł Królestwa Prus Max Fryderyk von Hatzfeld-Schönstein. Potem Żyrową posiadali kolejno: generał August von Nostitz, bracia Godecke, Eduard Guradze. Nie inwestowali w pałac, przez kilkanaście lat stał pusty i niszczał. 
W 1892 pałac trafił w ręce amerykańskiego milionera Edwina F. Knowltona, który kupił go dla swojej córki Mary Knowlton na prezent ślubny. Po samobójczej śmierci ojca, Mary i jej mąż hrabia Johannes von Francken-Sierstorpff w latach 1904-1911 przeprowadzili gruntowną przebudowę pałacu w stylu neobarokowym. Wykonano wówczas m.in. nowe ościeża okienne w elewacjach pierwszego i drugiego piętra, zamurowano arkady krużgankowe zachodniego i południowego skrzydła barokowego na dziedzińcu oraz skrzydła południowego na dziedzińcu ogrodowym. Zbudowano na zachód od kościoła skrzydło kuchenne. Od północy pałacu głównego dobudowano galerię z otwartym tarasem. Zbudowano nowe wejście od strony dziedzińca, które ozdobiono manierystycznym portalem. W 1910 w pałacu przez dwa dni goszczono wielkiego księcia Meklemburgii, a w roku następnym cesarza Wilhelma II. W czasie III powstania śląskiego pałac był kwaterą powstańców. W posiadaniu rodziny Francken-Sierstorpff pałac pozostawał do 1945. 
W czasie II wojny światowej w pałacu znajdował się szpital dla żołnierzy Wehrmachtu i archiwum wojskowe III Rzeszy. Nie ucierpiał na skutek działań wojennych, ale w 1945 roku wnętrze zostało zrabowane i zdewastowane. Po wojnie majątek został upaństwowiony. Utworzono PGR Żyrowa, a pałac przejęła służba zdrowia. Utworzono w nim sanatorium dla dzieci, przekształcone potem w prewentorium dla dzieci zagrożonych gruźlicą. Remontowany w latach 1959–60. Z powodu braku środków na dalsze funkcjonowanie prewentorium, obiekt w 1982 zamknięto i przez kilka lat stał pusty, bez dozoru, rozkradany i dewastowany. W 1985 pałac kupiła firma Remak z Opola i przystąpiła do prac remontowych. Przemiany ustrojowe po 1989 w Polsce spowodowały, że Remak  w 1992 musiał opuścić obiekt. Następnie  w latach 1998–2007 pałac był w posiadaniu spółki ARG Jaga z Sosnowca. Od 2012 roku  pałac jest w posiadaniu prywatnego przedsiębiorcy ze Strzelec Opolskich, który w 2017 roku rozpoczął szeroko zakrojony remont obiektu.

## Architektura
Pałac ukształtowany w XVII wieku przypuszczalnie jest dziełem projektanta wykorzystującego wzorce stosowane na północny Włoch. Zespół składał się z budynków zbudowanych na planie czworoboku z wewnętrznym dziedzińcem reprezentacyjnym, przy którym od północy zbudowano główny budynek pałacowy. Początkowo główny budynek pałacowy był zwieńczony attyką. Z widoku pałacu ze sztambucha Heinricha Primmera wynika, że attykę posiadały w XVII wieku także dwie wieże, pomiędzy którymi rozciągał się mur z bramą prowadzącą na dziedziniec. Założenie miało w tym czasie jeszcze pewne cechy obronne, jak strzelnice i narożne baszty. Na początku XX wieku obie wyższe wieże otrzymały neobarokowe hełmy z latarniami. 
Pałac główny składał się z trzech kondygnacji. W górnej kondygnacji są ślepe arkady zamknięte łukiem koszowym. Elewacje artykułowane rytmem prostokątnych otworów okiennych zdobione są pilastrami wspierającymi arkady, gzymsami międzykondygnacyjnymi i profilowanymi opaskami okiennymi. 
Wewnątrz częściowo zachował się oryginalny wystrój pałacu. W większości pomieszczeń znajduje się dekoracja sztukatorska. Zachowała się także kuta krata, kręcona, drewniana klatka schodowa i oryginalne drzwi bogato zdobione dekoracją snycerską. 
Skrzydło wschodnie zbudowane zostało na planie litery L i otacza dziedziniec gospodarczy. 
W kilku miejscach widoczne są kartusze z herbami:
- nad głównym portalem  Georga  Adama von Gaschin i jego żony Marii von Saurau[7]
- na prawej wieży Johanna von Francken-Sierstorpff[12][17]

## Galeria

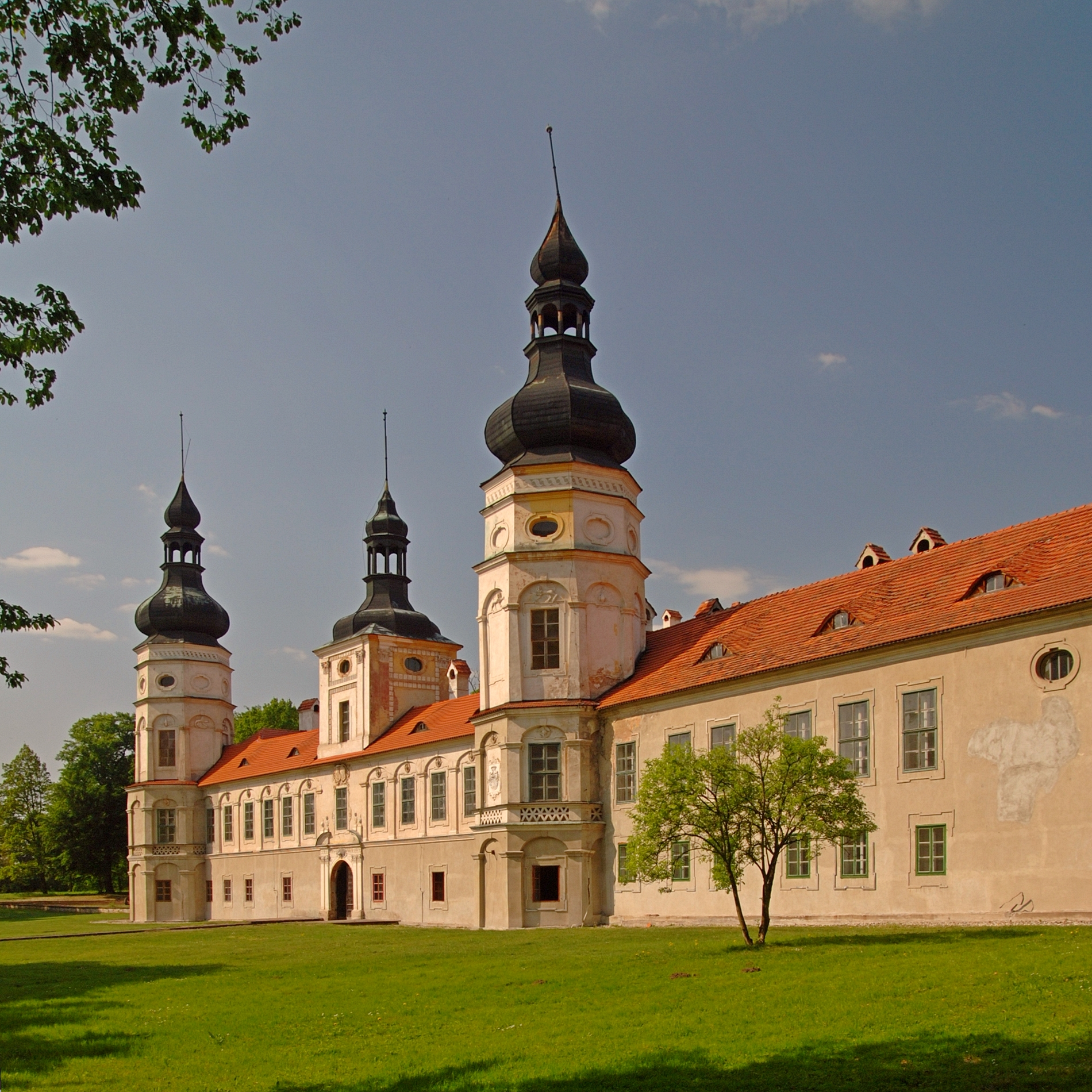
Elewacja poł.-wsch.
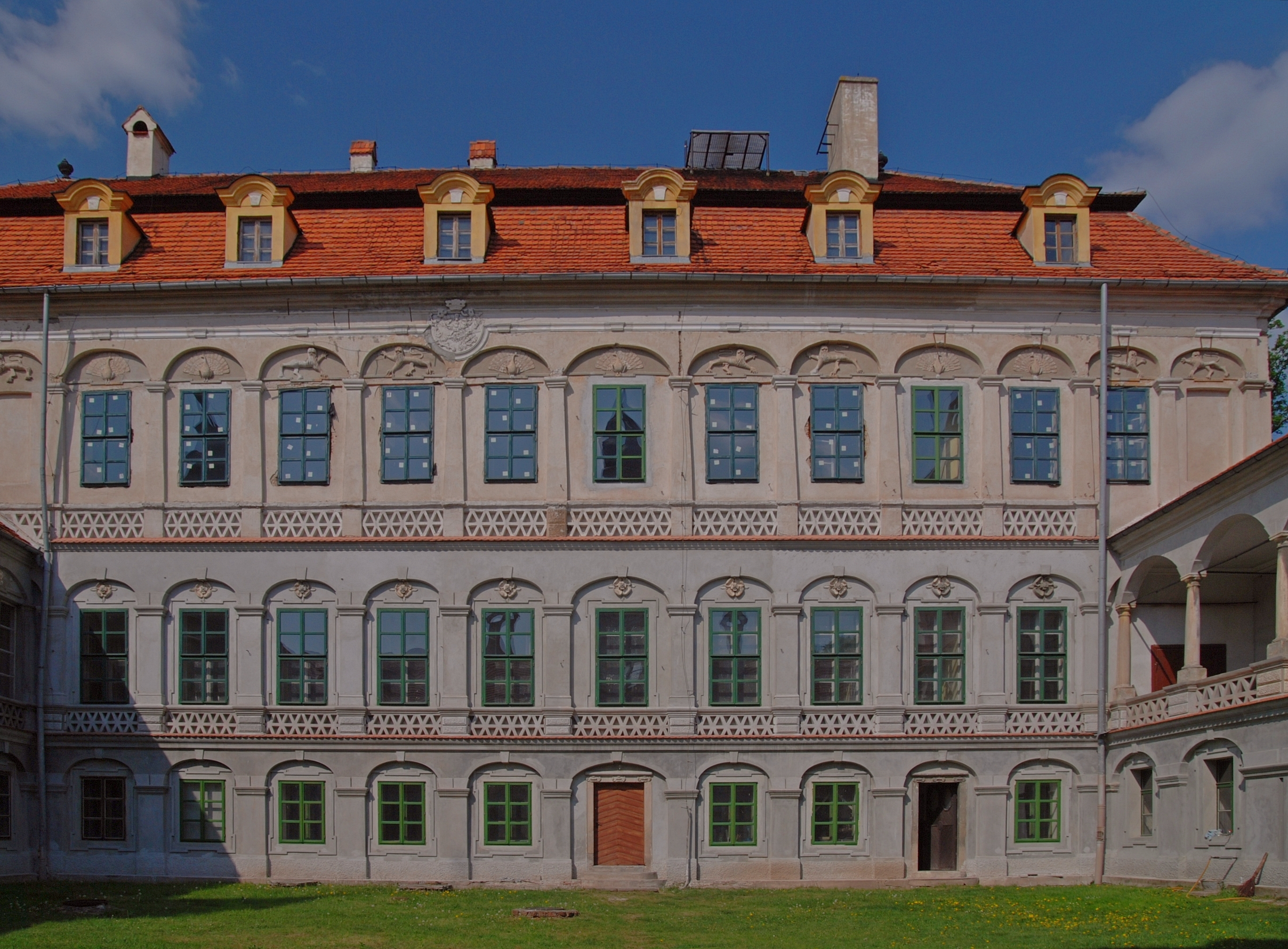
Dziedziniec z pałacem głównym w 2009 r.
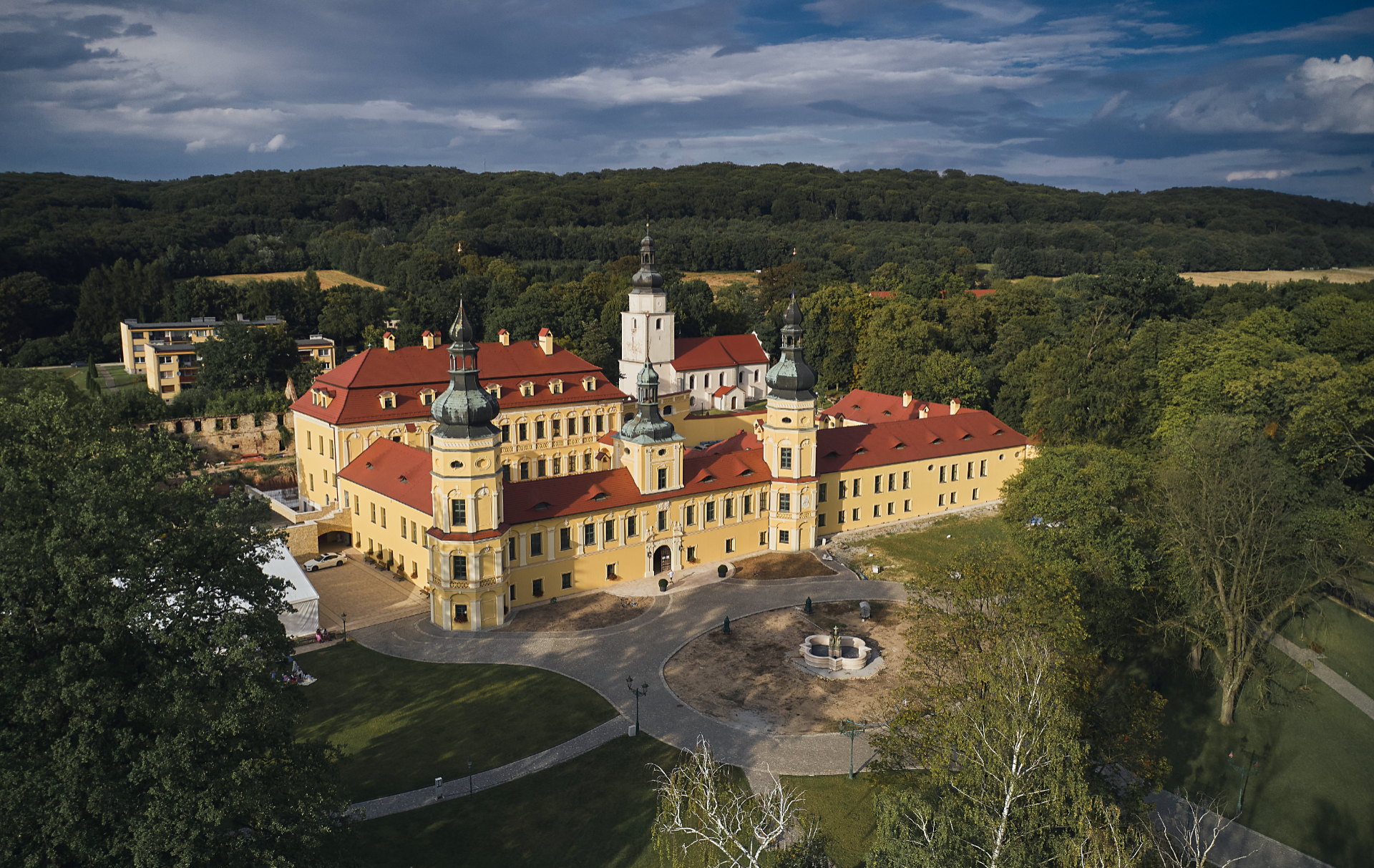
Od południa
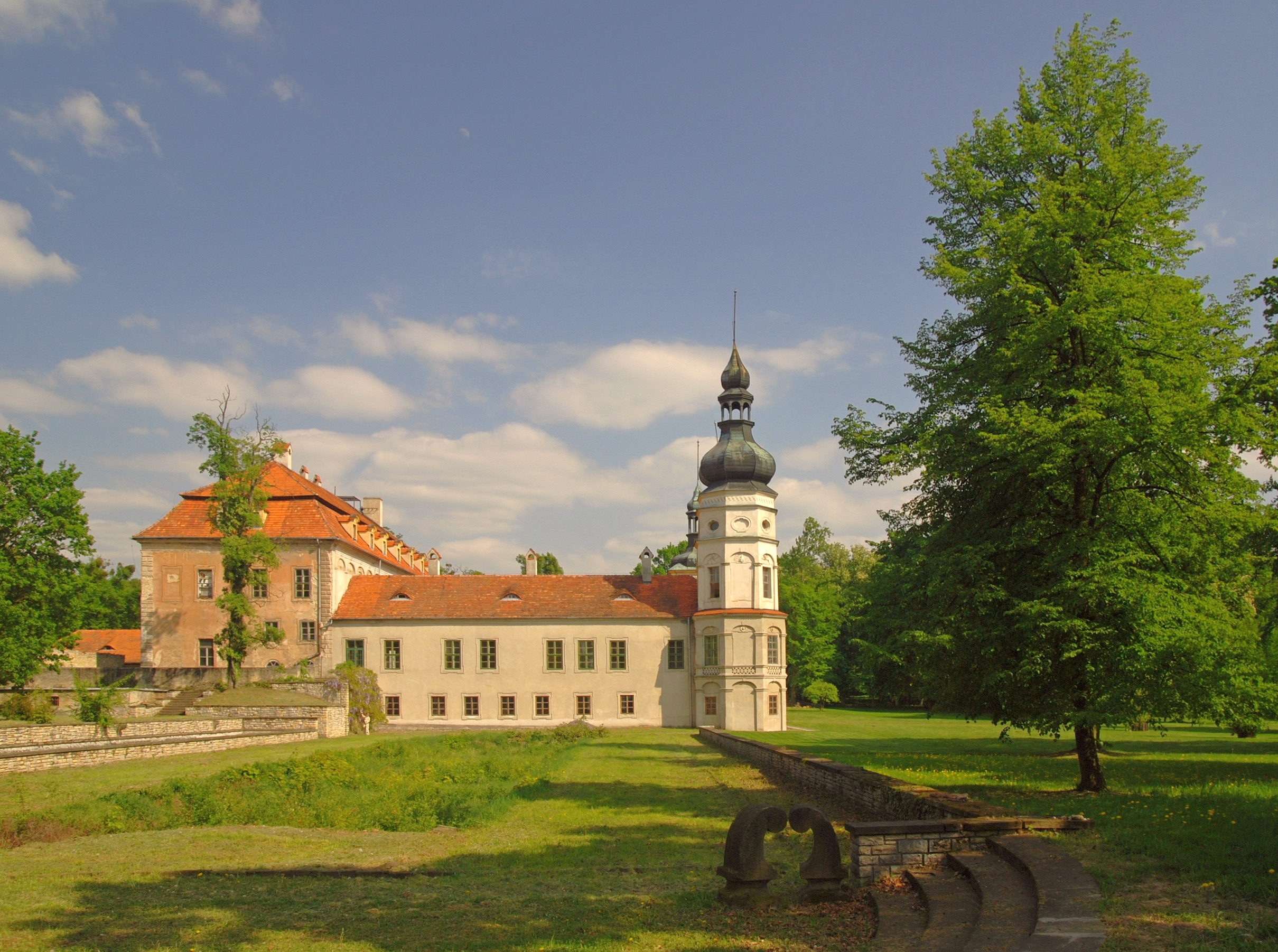
Pałac od zachodu
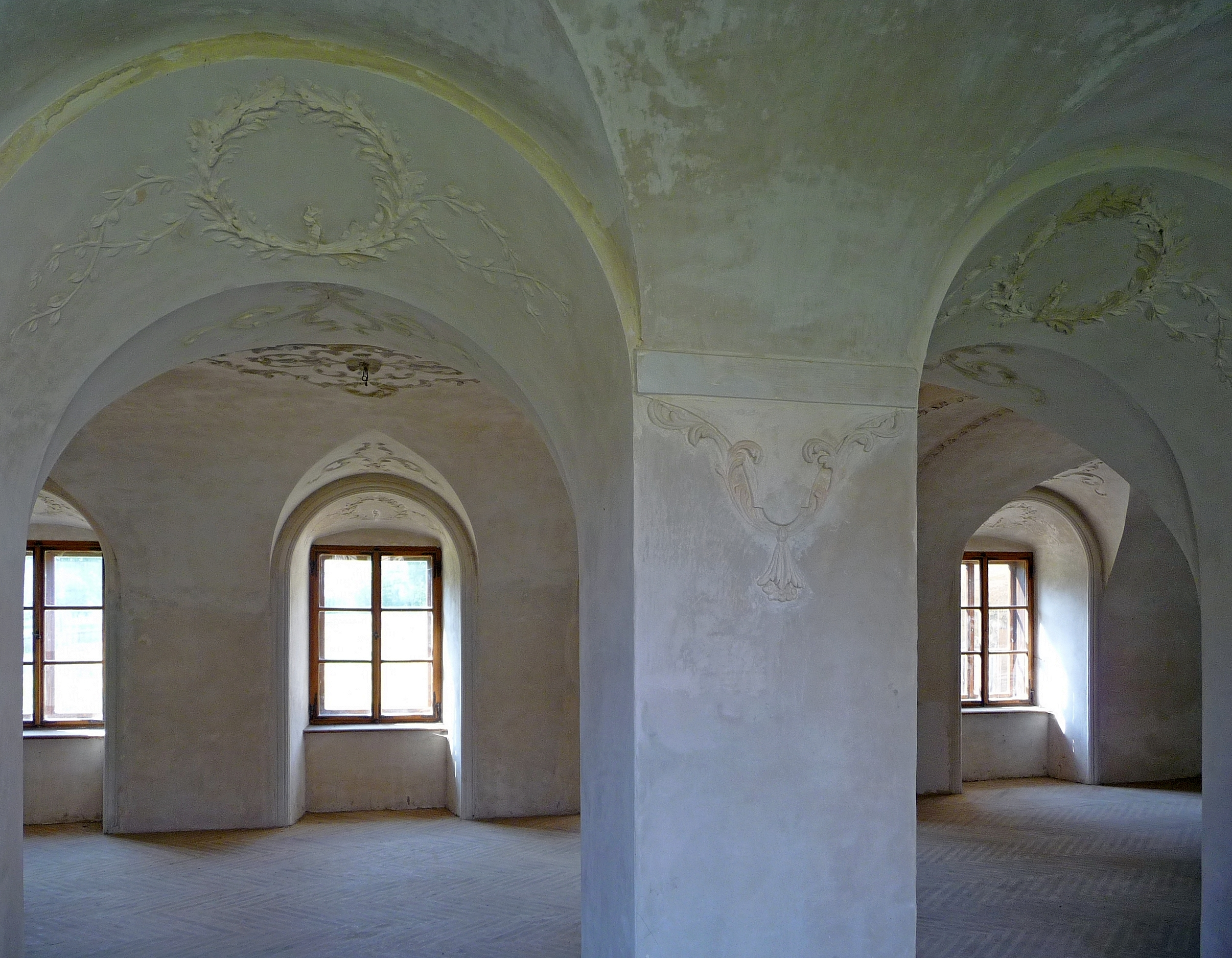
Wnętrze
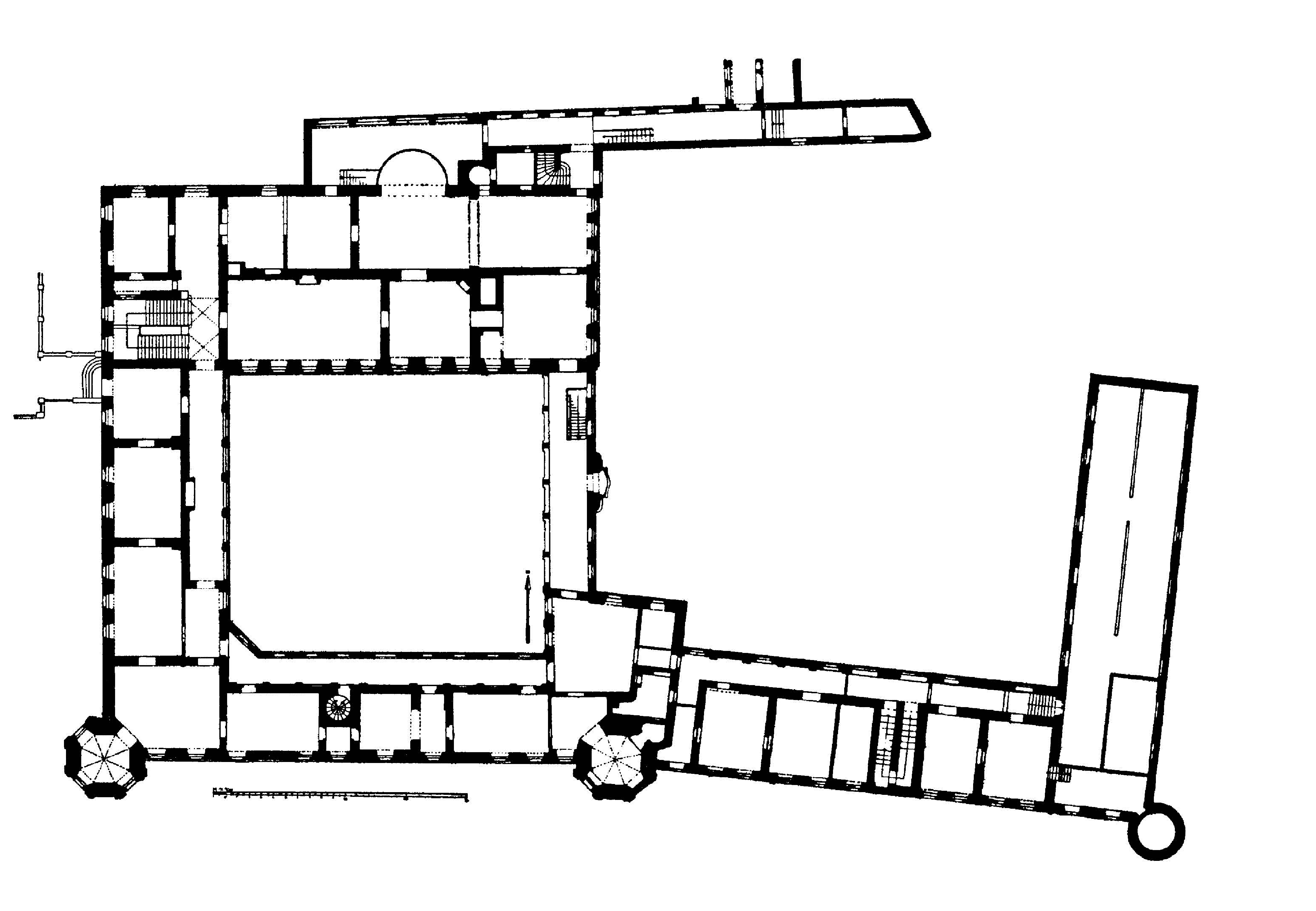
Plan
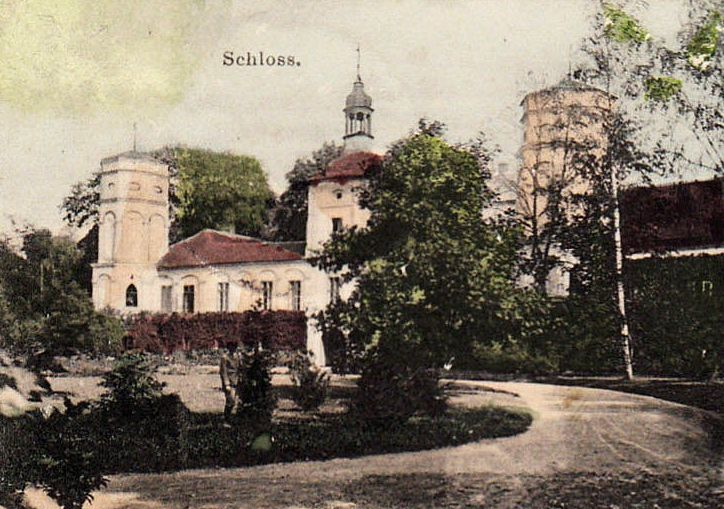
Pałac przed przebudową z 1904 r.
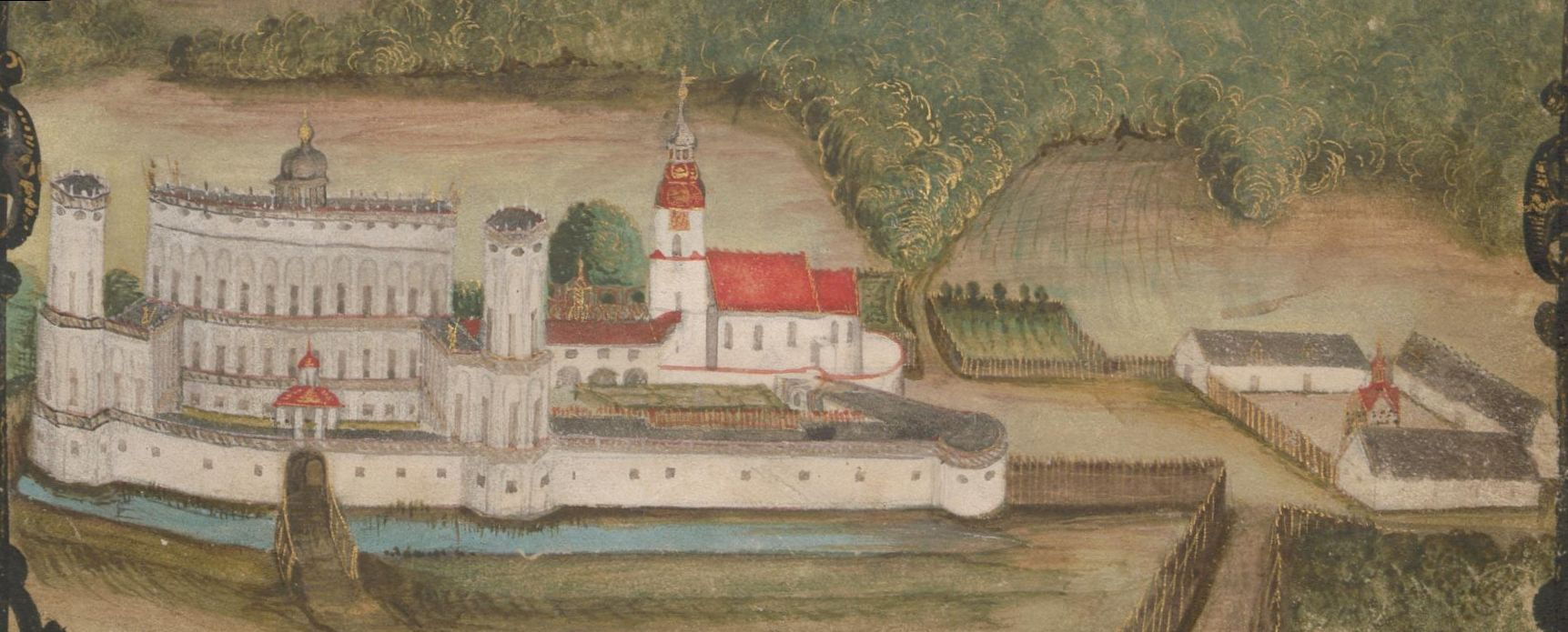
Żyrowa około 1650 roku

## Herby

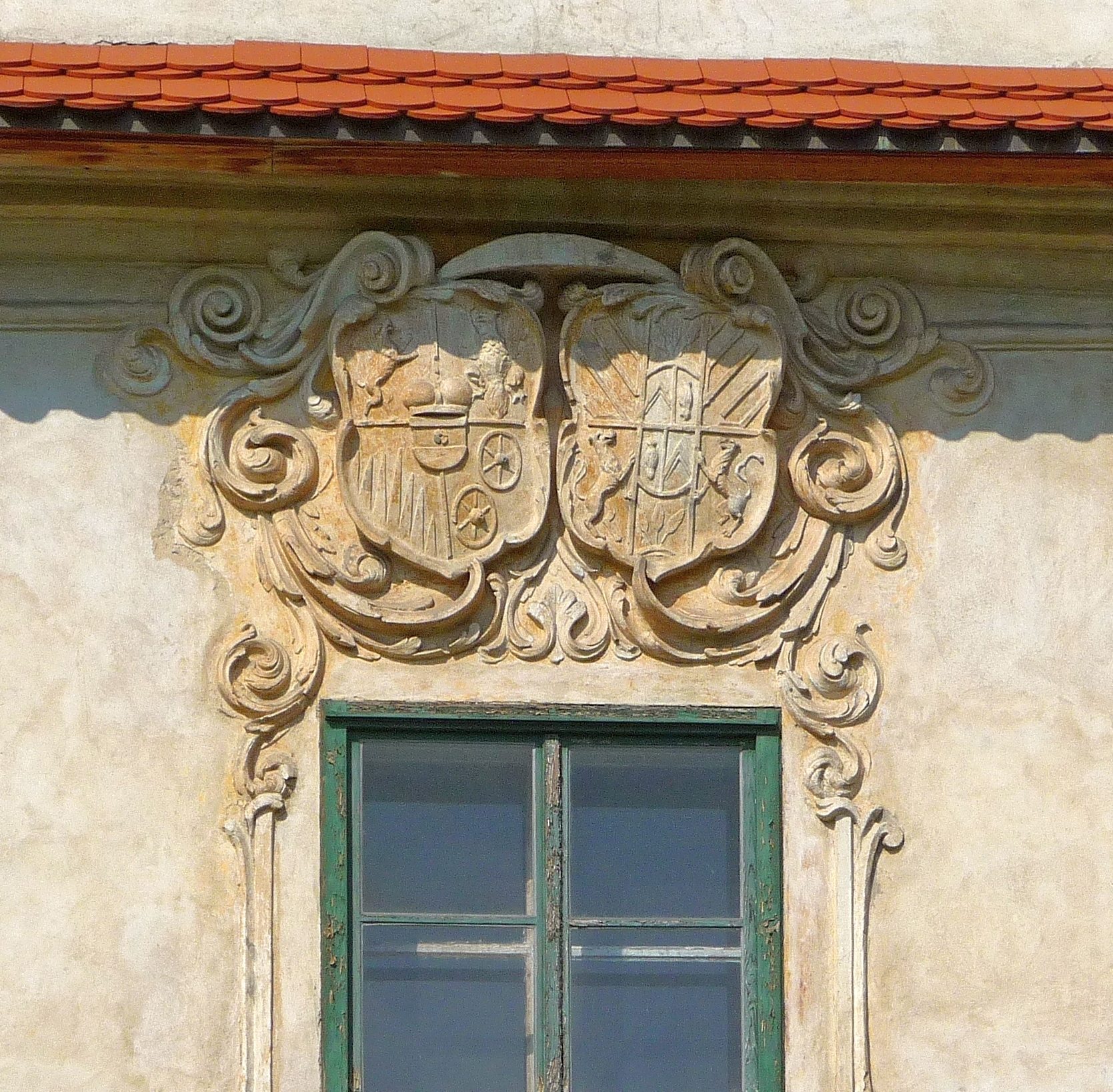
Herby G. Gaschin (L) i M. Saurau (P)
Herb von Gaschin
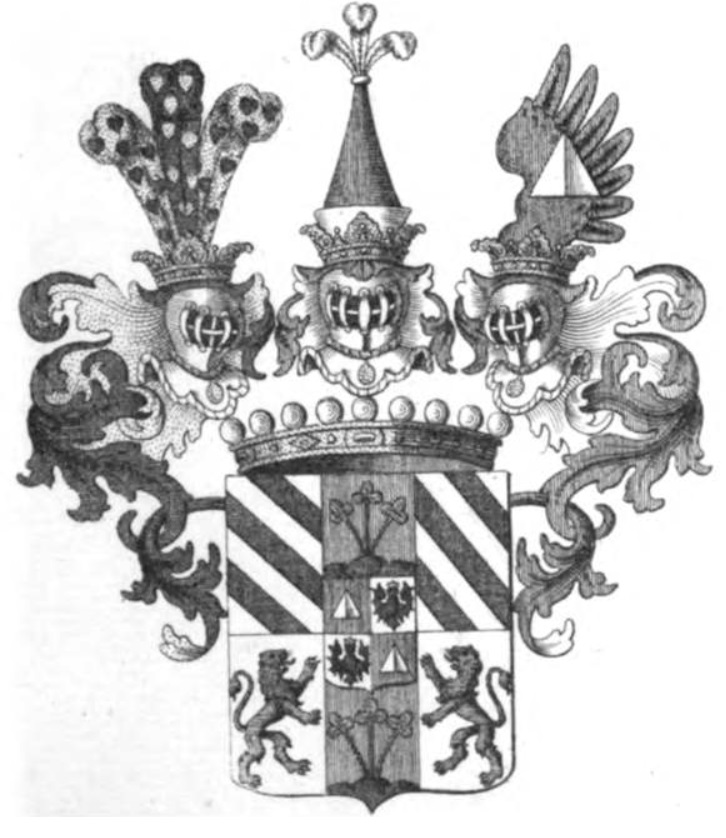
Herb von Saurau
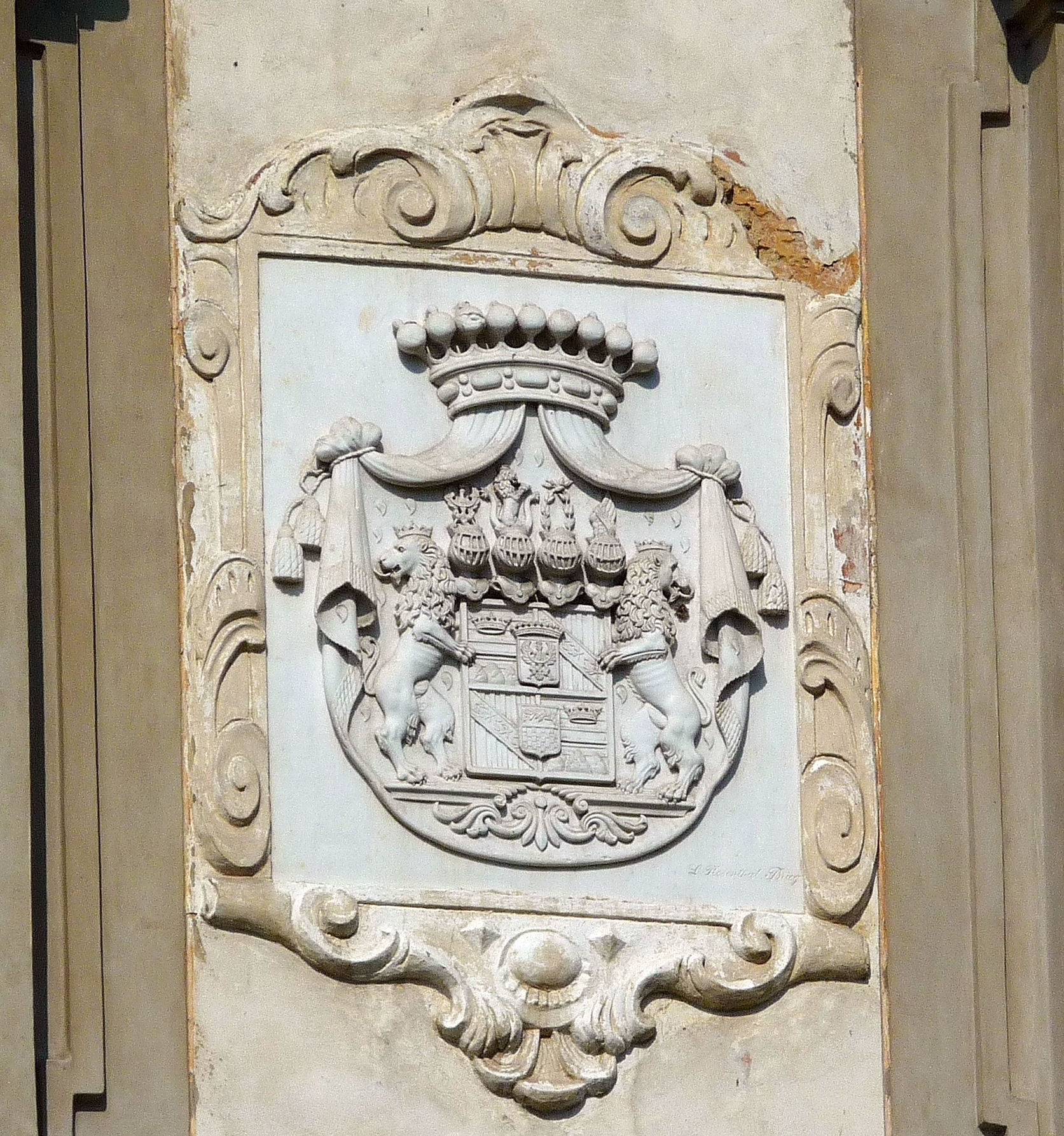
Herb Johanna von Francken-Siestorpf
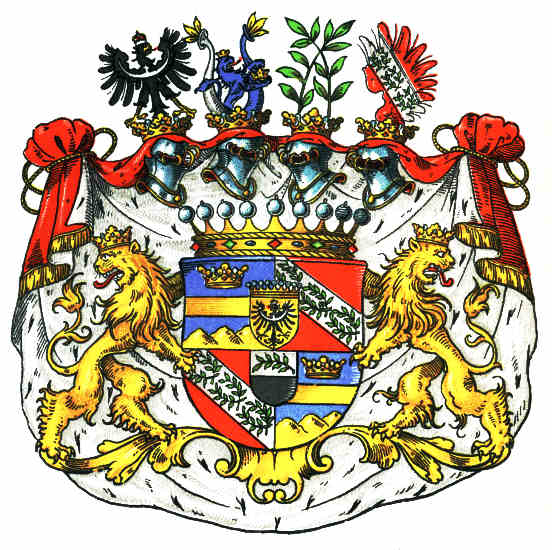
Herb von Francken-Sierstorpff